# Сульмежице
Сульмежице (пол. Sulmierzyce, нем. Sulmierschütz)  —  город  в Польше, входит в Великопольское воеводство,  Кротошинский повят.  Имеет статус городской гмины. Занимает площадь 28,98 км². Население — 2750 человек (на 2004 год).

## История

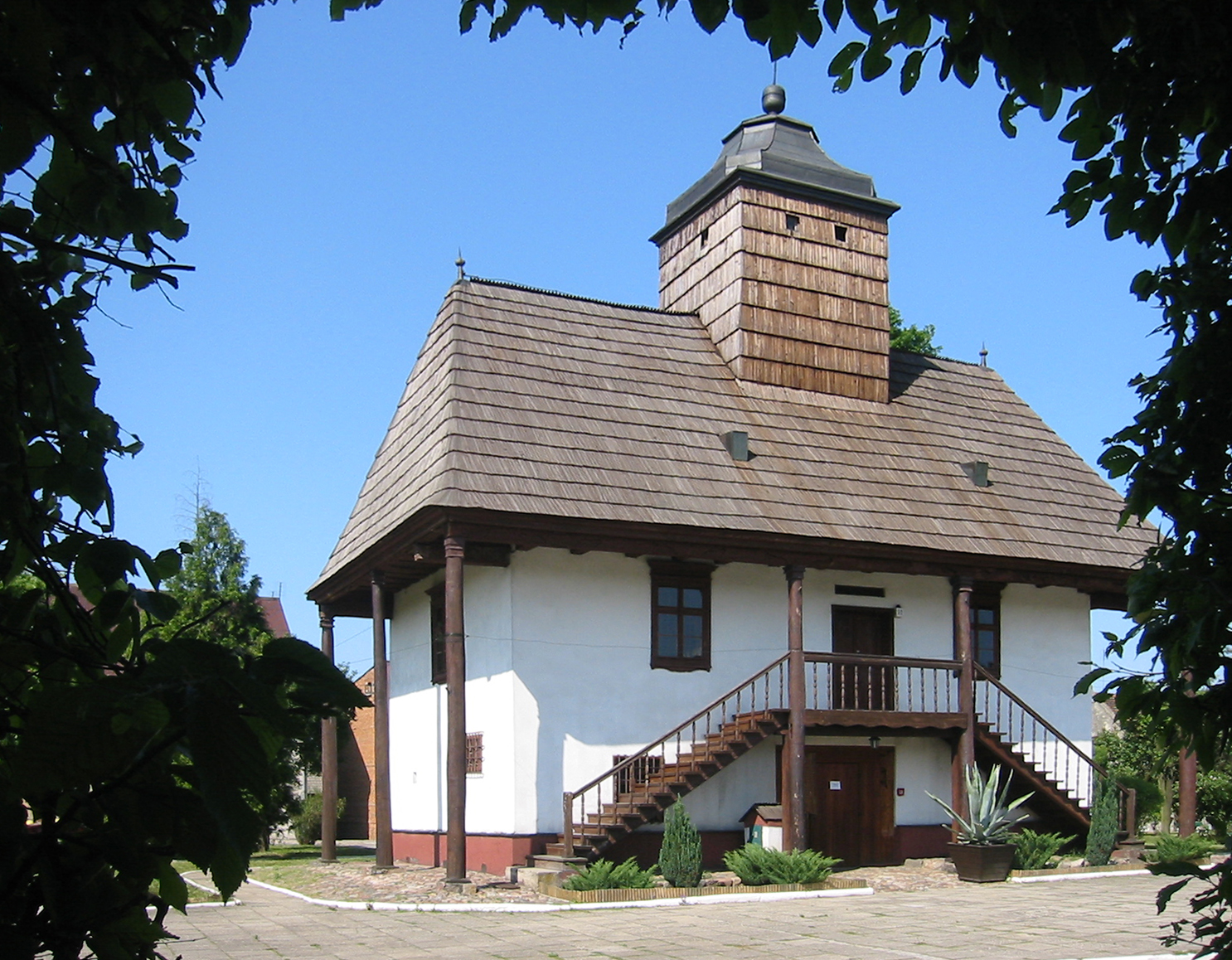
Ратуша